# Billaea friburgensis
Billaea friburgensis är en tvåvingeart som beskrevs av Guimaraes 1977. Billaea friburgensis ingår i släktet Billaea och familjen parasitflugor. Inga underarter finns listade i Catalogue of Life.